# Ponsonnas
Ponsonnas település Franciaországban, Isère megyében. Lakosainak száma 289 fő (2022. január 1.). Ponsonnas Saint-Laurent-en-Beaumont, Saint-Pierre-de-Méaroz, Sousville, Cognet, La Mure és Saint-Jean-d’Hérans községekkel határos.

## Népesség
A település népességének változása:
| Lakosok száma | 115  | 155  | 185  | 255  | 268  | 281  | 291  | 296  | 294  | 289  |
|               | 1968 | 1982 | 1990 | 2006 | 2013 | 2015 | 2017 | 2019 | 2020 | 2022 |